# Schistosomatoidea
Super-famille
Les Schistosomatoidea sont une super-famille de trématodes digénétiques.

## Familles
- Aporocotylidae Odhner, 1912
- Schistosomatidae Stiles & Hassall, 1898
- Spirorchiidae Stunkard, 1921